# Sariego
Sariego (Sariegu en asturien) est une commune (concejo aux Asturies) située dans la communauté autonome des Asturies en Espagne. Elle est bordée au nord par Gijón et Villaviciosa, à l'est par Villaviciosa, Nava et Cabranes, au sud par Siero et Nava et à l'ouest par Siero. 
La rivière Nora y prend sa source. 

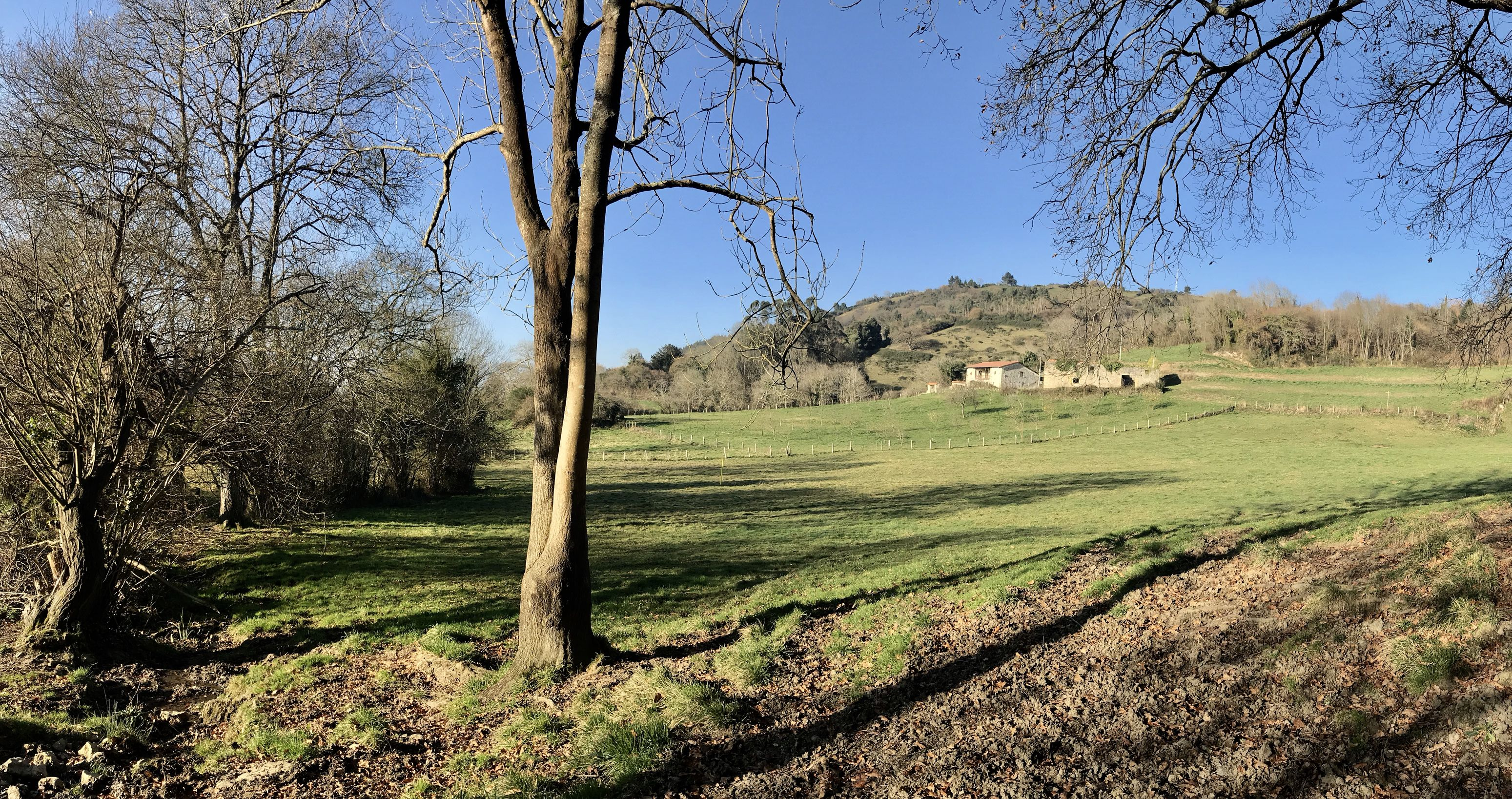
Source de la rivière Nora.

Le chef-lieu de la commune de Sariego est la ville de Vega, qui fait partie de la paroisse civile de Santiago. Elle se trouve à 260 mètres d'altitude, dans une large vallée délimitée au nord par la chaîne de montagnes de Llomba.
Les autres paroisses qui constituent la commune sont Narzana et San Román. 
En ce qui concerne le climat, Sariego est typique de la vallée asturienne constituée de terres situées entre 200 et 800 mètres au-dessus du niveau de la mer. Les précipitations moyennes sont de l'ordre de 1 000 mm³, avec des températures moyennes minimales et maximales comprises entre 3° et 25°. 

## Patrimoine
La commune présente un intérêt architectural, avec notamment les trois églises paroissiales :
- L'église de Santa María de Narzana est située au sommet de la colline qui domine la vallée de la Nora. Il s'agit d'un monument roman du XIIe siècle, à nef unique, à abside semi-circulaire précédée d'une partie droite et couverte d'une voûte en cul-de-four. Elle possède un important ensemble décoratif, dont les plus importants sont les chapiteaux historiés avec des thèmes de ménestrels, ainsi que la porte d'accès du côté ouest, formée par trois archivoltes encadrées par un guardapolvo (moulure en saillie en forme de corniche ou d'avant-toit qui protège et encadre, principalement un retable).

- L'église paroissiale de Santiago de Sariego est d'origine préromane et conserve trois fenêtres du Xe siècle. Le reste de l'église est d'une reconstruction plus tardive, plus précisément du XVIe siècle, avec notamment le chœur voûté en étoile.

- L'église paroissiale de San Román date du XIIe siècle et présente la structure typique de l'architecture romane rurale asturienne, à savoir une abside plate et une fenêtre absidiale, qui rappelle l'église de Santa María à Narzana, bien que sa décoration soit beaucoup plus simple que celle de cette dernière.

Concernant l'architecture civile et populaire, il convient de souligner le palais rural Vigil-Quiñones, situé à Moral. Il a été construit au XVIe siècle et possède une chapelle dédiée à saint Roch. Le palais se compose d'un corps central flanqué de deux tours plus hautes d'un étage. Le corps central, à l'étage inférieur, est constitué d'arcs en forme de cloche et est couronné par un étage composé de galeries en bois. Les armoiries de la famille sont visibles sur les tours.
Dans les villes de Vega et de San Román, on peut également voir des maisons de grande dimension, ainsi que des habitations rurales typiques des Asturies, très bien intégrées dans le paysage de la commune.